# Ethan Ewing
Ethan Ewing est un surfeur professionnel australien né le 2 septembre 1998 à Point Lookout, sur l'île Stradbroke-Nord, en Australie. Il se qualifie pour la première fois pour le Championship Tour en 2017.

## Palmarès et résultats

### Saison par saison
- 2015 :
  - 2e du Komune Bali Pro à Bali (Indonésie)

- 2016 :
  - 1er du Burleigh Pro à Burleigh Heads (Australie)
  - 2e du Telstra Stores Tweed Coast Pro à Cabarita (Australie)
  - 2e du Vans US Open of Surfing à Huntington Beach (États-Unis)
  - 1er du Essential Costa Rica Open à Esterillos Este (Costa Rica)

- 2017 :
  - Champion du monde junior

### Classements
| Année             | 2015 | 2016 |
| ----------------- | ---- | ---- |
| Championship Tour |      |      |
| Qualifying Series | 257e | 2e   |